# SK Dětmarovice
SK Dětmarovice (celým názvem: Sportovní klub Dětmarovice) je český fotbalový klub, který sídlí v Dětmarovicích v Moravskoslezském kraji. Založen byl 22. září 1935. K největším úspěchům oddílu patří jednoroční účast ve třetí nejvyšší soutěži, Moravsko-Slezské fotbalové lize 2002/03. Od sezony 2010/11 působil dětmarovický oddíl v Přeboru Moravskoslezského kraje, který v sezoně 2017/18 vyhrál a postoupil do Divize E (4. nejvyšší soutěž). Klubové barvy jsou tmavě modrá a bílá.
Své domácí zápasy odehrává na stadionu v Dětmarovicích.

## Historické názvy
Zdroj: 
- 1935 – SK Dětmarovice (Sportovní klub Dětmarovice)
- 1951 – TJ Sokol Dětmarovice (Tělovýchovná jednota Sokol Dětmarovice)
- 1968 – TJ Slovan Dětmarovice (Tělovýchovná jednota Slovan Dětmarovice)
- 1992 – SK Dětmarovice (Sportovní klub Dětmarovice)

## Stručná historie fotbalu v Dětmarovicích

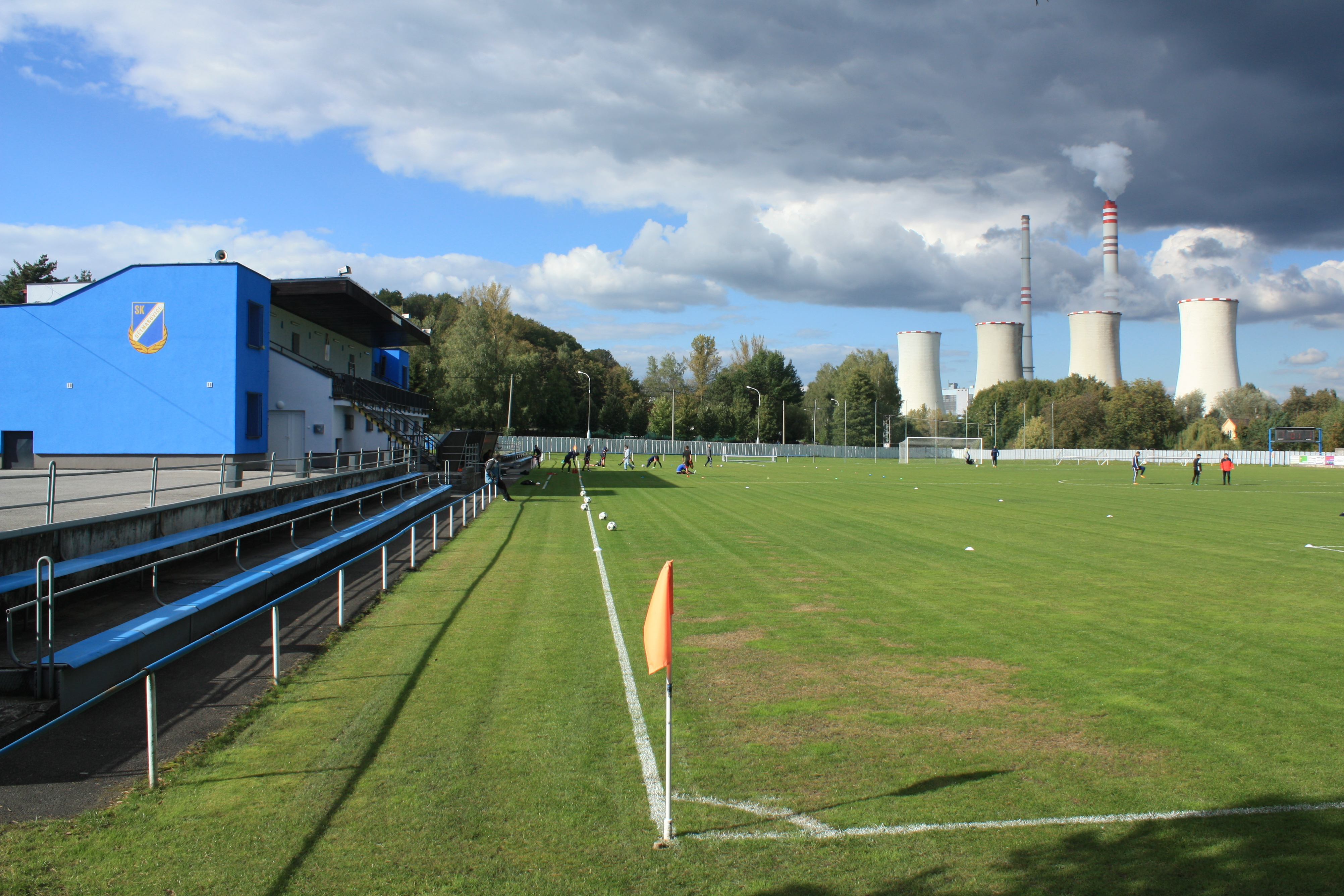
Stadion SK Dětmarovice

Klub se pohyboval převážně v okresních soutěžích Karvinska, vítězem Okresního přeboru Karvinska se stal v sezoně 1976/77. Poté hrál I. B třídu (1977/78–1983/84), v důsledku reorganizace však sestoupil zpět do Okresního přeboru. V sezoně 1990/91 se vítězstvím v Okresním přeboru Karvinska vrátil do krajských soutěží a v sezoně 1992/93 pak dokázal vyhrát I. B třídu. Vítězstvím v I. A třídě v sezoně 1994/95 se poprvé v historii kvalifikoval do Slezského župního přeboru. V sezoně 1998/99 se stal vítězem Slezského župního přeboru a postoupil do Divize E. Po mimořádném postupu z 2. místa v Divizi E se kvalifikoval do MSFL, kde však skončil poslední a sestoupil. Dále hrál 4 sezony Divizi E, aby byl na konci sezony 2006/07 nucen se z finančních důvodů přihlásit do I. A třídy Moravskoslezského kraje.
V sezoně 2009/10 mimořádně postoupil z 2. místa I. A třídy Moravskoslezského kraje, sk. B do Moravskoslezského krajského přeboru, který v sezoně 2017/18 vyhrál a postoupil do Divize E (4. nejvyšší soutěž) a poté přešel administrativně do Divize F. Z té se odhlásil po sezóně 2021/22 kvůli nedostatku financí a obměněný tým hrál pouze krajskou I.B třídu. Z ní po 1 sezóně tým sestoupil a od roku 2023 hraje v Okresním přeboru okresu Karviná.

## Umístění v jednotlivých sezonách
Stručný přehled
Zdroj: 
- 1992–1995: I. A třída Slezské župy – sk. B
- 1995–1999: Slezský župní přebor
- 1999–2002: Divize E
- 2002–2003: Moravskoslezská fotbalová liga
- 2003–2007: Divize E
- 2007–2010: I. A třída Moravskoslezského kraje – sk. B
- 2010–2018: Přebor Moravskoslezského kraje
- 2018–2019: Divize E
- 2019–2022: Divize F
- 2022–2023: I. B třída Moravskoslezského kraje – sk. C
- 2023–2024: Okresní přebor Karvinska
- 2024–: I. B třída Moravskoslezského kraje – sk. C

Jednotlivé ročníky
Zdroj: 
Legenda: Z - zápasy, V - výhry, R - remízy, P - porážky, VG - vstřelené góly, OG - obdržené góly, +/- - rozdíl skóre, B - body, červené podbarvení - sestup, zelené podbarvení - postup, fialové podbarvení - reorganizace, změna skupiny či soutěže
| Československo (1992 – 1993) |                                            |        |    |    |    |    |     |     |     |    |        |
| Sezóny                       | Liga                                       | Úroveň | Z  | V  | R  | P  | VG  | OG  | +/- | B  | Pozice |
| 1992/93                      | I. A třída Slezské župy – sk. B            | 6      | 26 | 10 | 6  | 10 | 43  | 35  | +8  | 26 | 6.     |
| Česko (1993 – )              |                                            |        |    |    |    |    |     |     |     |    |        |
| Sezóny                       | Liga                                       | Úroveň | Z  | V  | R  | P  | VG  | OG  | +/- | B  | Pozice |
| 1993/94                      | I. A třída Slezské župy – sk. B            | 6      | 26 | 12 | 8  | 6  | 44  | 24  | +20 | 32 | 3.     |
| 1994/95                      | I. A třída Slezské župy – sk. B            | 6      | 26 | 20 | 4  | 2  | 64  | 17  | +47 | 64 | 1.     |
| 1995/96                      | Slezský župní přebor                       | 5      | 30 | 18 | 8  | 4  | 59  | 30  | +29 | 62 | 2.     |
| 1996/97                      | Slezský župní přebor                       | 5      | 30 | 15 | 7  | 8  | 67  | 39  | +28 | 52 | 5.     |
| 1997/98                      | Slezský župní přebor                       | 5      | 30 | 23 | 1  | 6  | 72  | 19  | +53 | 70 | 2.     |
| 1998/99                      | Slezský župní přebor                       | 5      | 30 | 20 | 5  | 5  | 66  | 26  | +40 | 65 | 1.     |
| 1999/00                      | Divize E                                   | 4      | 30 | 17 | 9  | 4  | 59  | 26  | +33 | 60 | 3.     |
| 2000/01                      | Divize E                                   | 4      | 30 | 16 | 5  | 9  | 41  | 24  | +17 | 53 | 4.     |
| 2001/02                      | Divize E                                   | 4      | 30 | 17 | 8  | 5  | 55  | 33  | +22 | 59 | 2.     |
| 2002/03                      | Moravskoslezská fotbalová liga             | 3      | 30 | 4  | 8  | 18 | 19  | 57  | −38 | 20 | 16.    |
| 2003/04                      | Divize E                                   | 4      | 30 | 10 | 5  | 15 | 31  | 55  | −24 | 35 | 11.    |
| 2004/05                      | Divize E                                   | 4      | 30 | 8  | 10 | 12 | 34  | 39  | −5  | 34 | 12.    |
| 2005/06                      | Divize E                                   | 4      | 30 | 9  | 8  | 13 | 35  | 45  | −10 | 35 | 12.    |
| 2006/07                      | Divize E                                   | 4      | 30 | 14 | 10 | 6  | 54  | 38  | +16 | 52 | 2.     |
| 2007/08                      | I. A třída Moravskoslezského kraje – sk. B | 6      | 26 | 12 | 3  | 11 | 43  | 44  | −1  | 39 | 5.     |
| 2008/09                      | I. A třída Moravskoslezského kraje – sk. B | 6      | 26 | 16 | 6  | 4  | 79  | 28  | +51 | 54 | 2.     |
| 2009/10                      | I. A třída Moravskoslezského kraje – sk. B | 6      | 26 | 18 | 3  | 5  | 58  | 22  | +36 | 57 | 2.     |
| 2010/11                      | Přebor Moravskoslezského kraje             | 5      | 30 | 16 | 7  | 7  | 45  | 32  | +13 | 55 | 4.     |
| 2011/12                      | Přebor Moravskoslezského kraje             | 5      | 30 | 19 | 4  | 7  | 63  | 25  | +38 | 61 | 3.     |
| 2012/13                      | Přebor Moravskoslezského kraje             | 5      | 30 | 10 | 5  | 15 | 37  | 51  | −14 | 35 | 13.    |
| 2013/14                      | Přebor Moravskoslezského kraje             | 5      | 30 | 11 | 7  | 12 | 47  | 43  | +4  | 40 | 10.    |
| 2014/15                      | Přebor Moravskoslezského kraje             | 5      | 30 | 15 | 4  | 11 | 50  | 47  | +3  | 49 | 5.     |
| 2015/16                      | Přebor Moravskoslezského kraje             | 5      | 30 | 18 | 5  | 7  | 59  | 31  | +28 | 59 | 2.     |
| 2016/17                      | Přebor Moravskoslezského kraje             | 5      | 30 | 10 | 6  | 14 | 45  | 51  | −6  | 36 | 10.    |
| 2017/18                      | Přebor Moravskoslezského kraje             | 5      | 30 | 22 | 2  | 6  | 74  | 33  | +41 | 68 | 1.     |
| 2018/19                      | Divize E                                   | 4      | 30 | 10 | 6  | 14 | 62  | 67  | −5  | 36 | 12.    |
| ** 2019/20                   | Divize F                                   | 4      | 13 | 3  | 2  | 8  | 23  | 29  | –6  | 11 | 12.    |
| ** 2020/21                   | Divize F                                   | 4      | 10 | 6  | 2  | 2  | 24  | 16  | +8  | 20 | 4.     |
| 2021/22                      | Divize F                                   | 4      | 26 | 3  | 4  | 19 | 23  | 81  | –58 | 13 | 13.    |
| 2022/23                      | I. B třída Moravskoslezského kraje – sk. C | 7      | 26 | 3  | 5  | 18 | 34  | 105 | –71 | 14 | 14.    |
| 2023/24                      | Okresní přebor Karvinska                   | 8      | 24 | 19 | 2  | 3  | 107 | 42  | +65 | 59 | 1.     |
| 2024/25                      | I. B třída Moravskoslezského kraje – sk. C | 7      | 26 | 10 | 3  | 13 | 60  | 79  | –19 | 33 | 9.     |

**= sezona předčasně ukončena z důvodu pandemie covidu-19

## Galerie

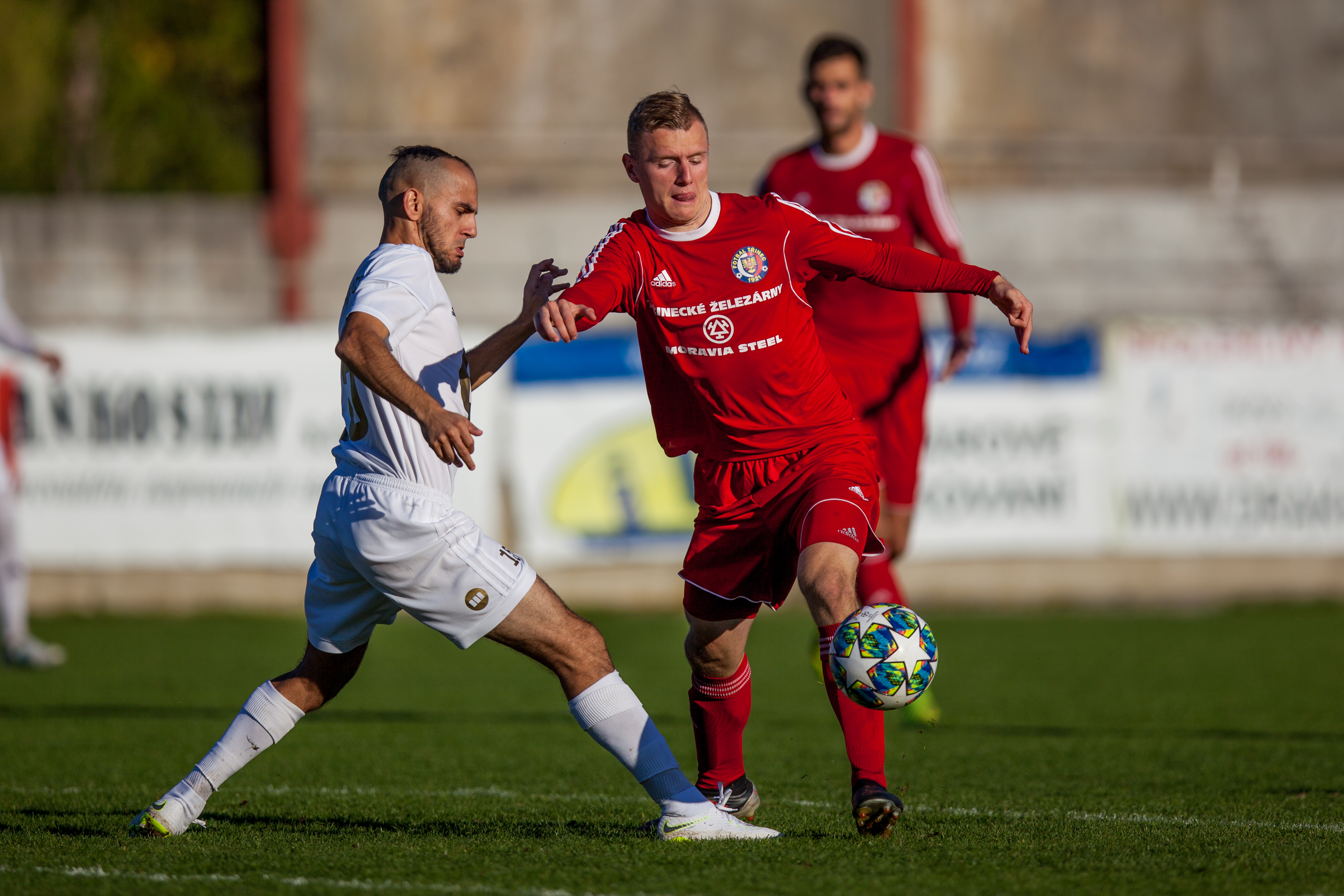
Domácí přátelské utkání SK Dětmarovice proti FK Třinec B (2019)
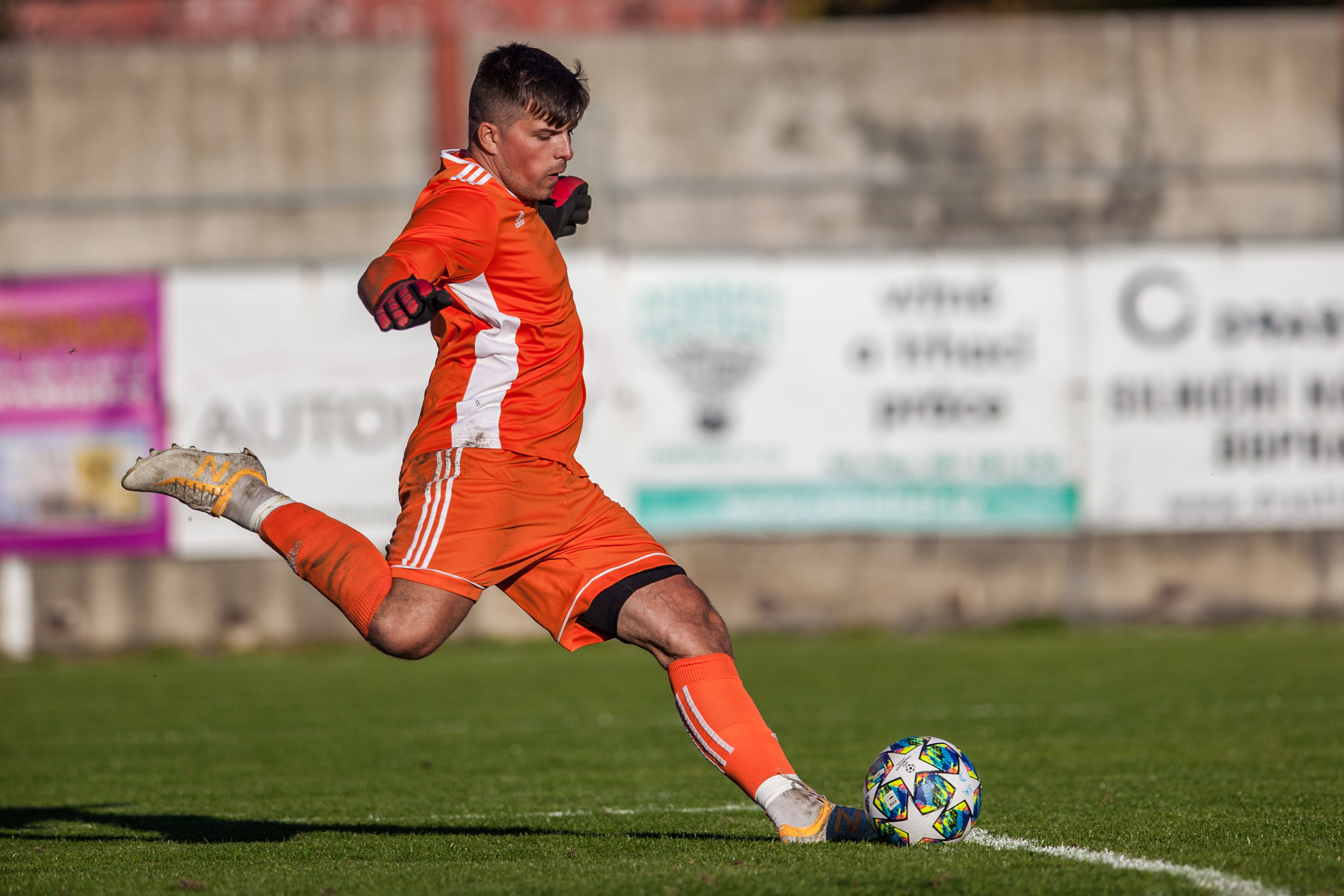
Dětmarovický brankář během domácího přátelského utkání SK Dětmarovice proti FK Třinec B (2019)
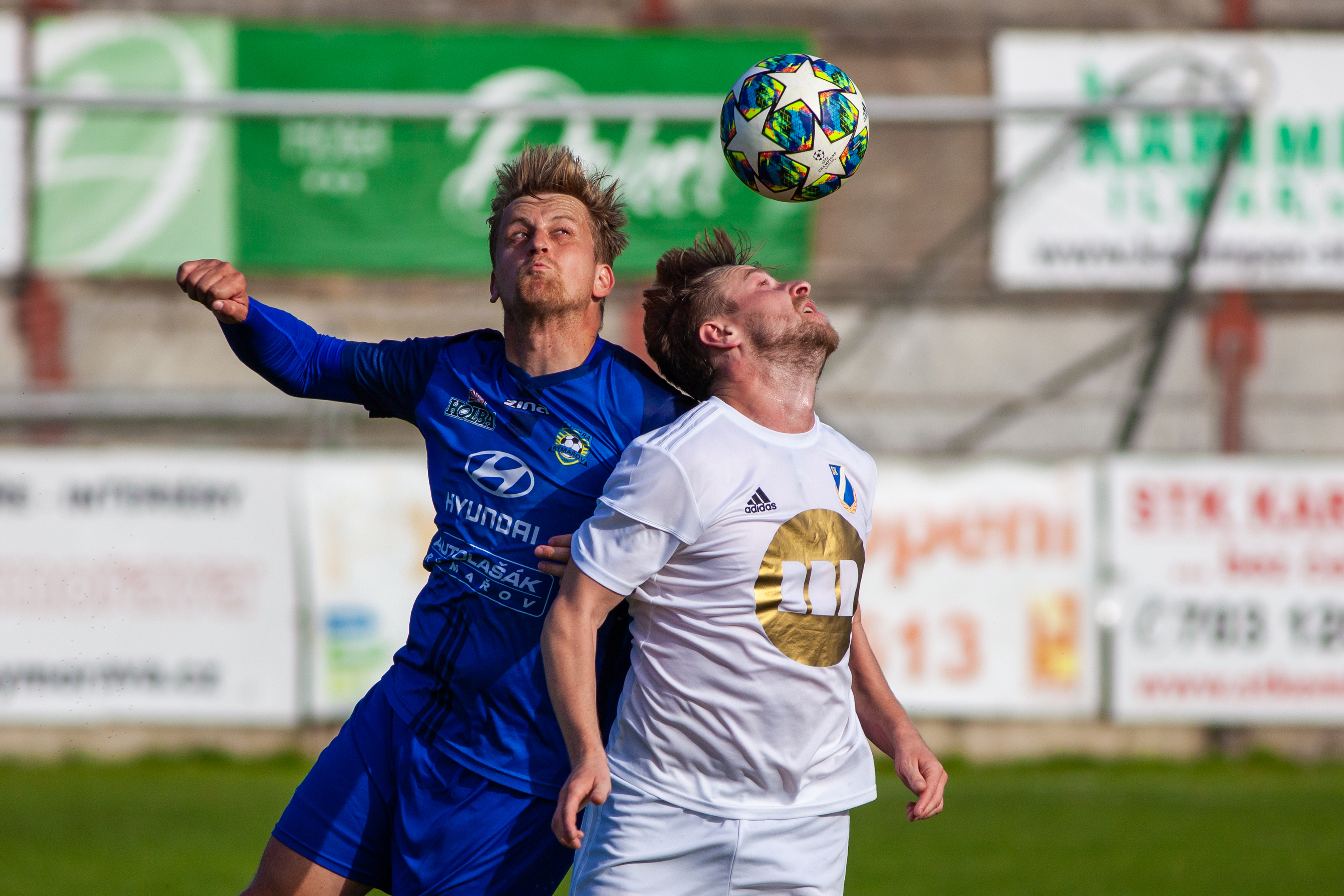
Zápas Divize F proti SK Jiskra Rýmařov (2020)
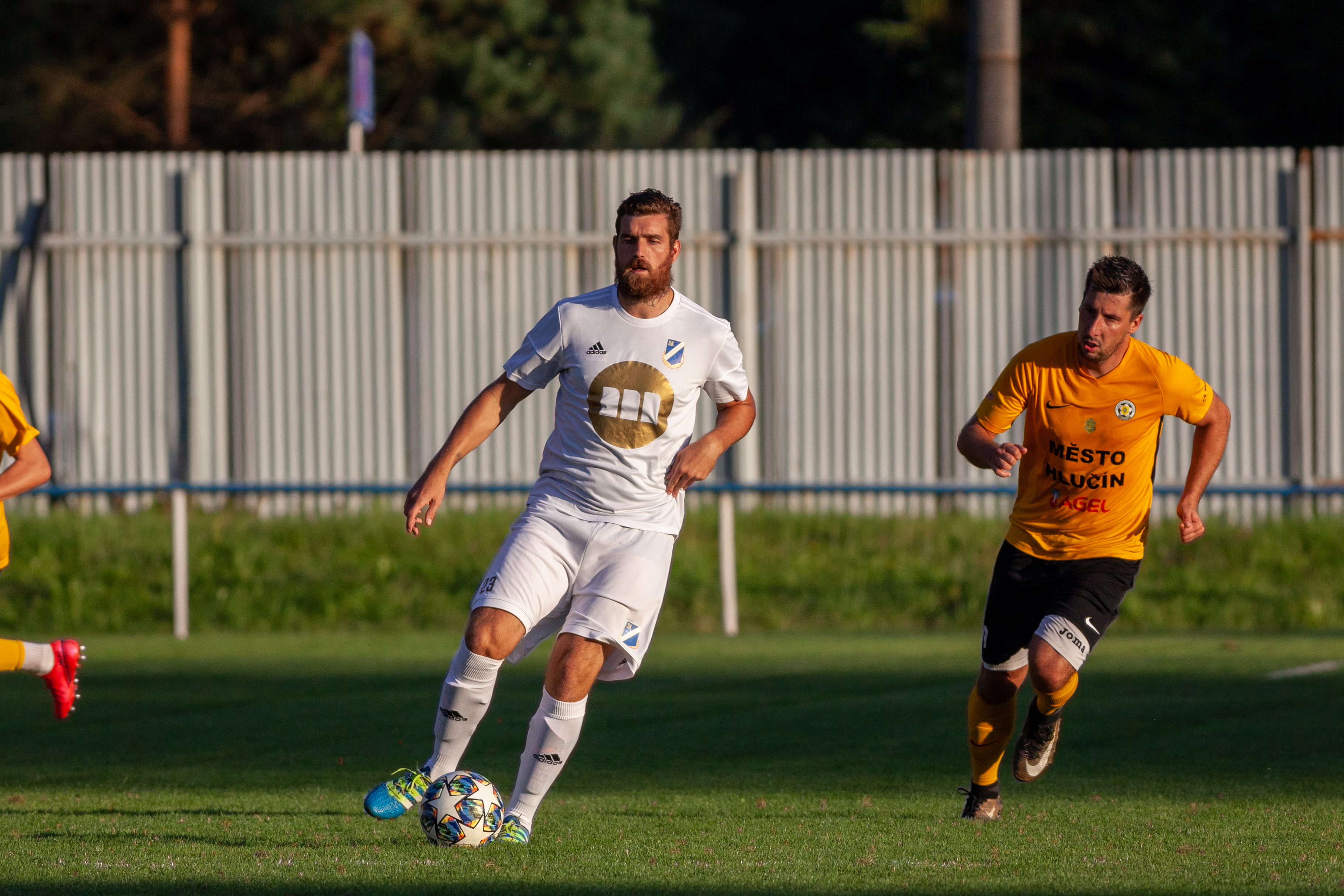
Domácí zápas SK Dětmarovice 1. kola MOL Cupu proti FC Hlučín (2020)
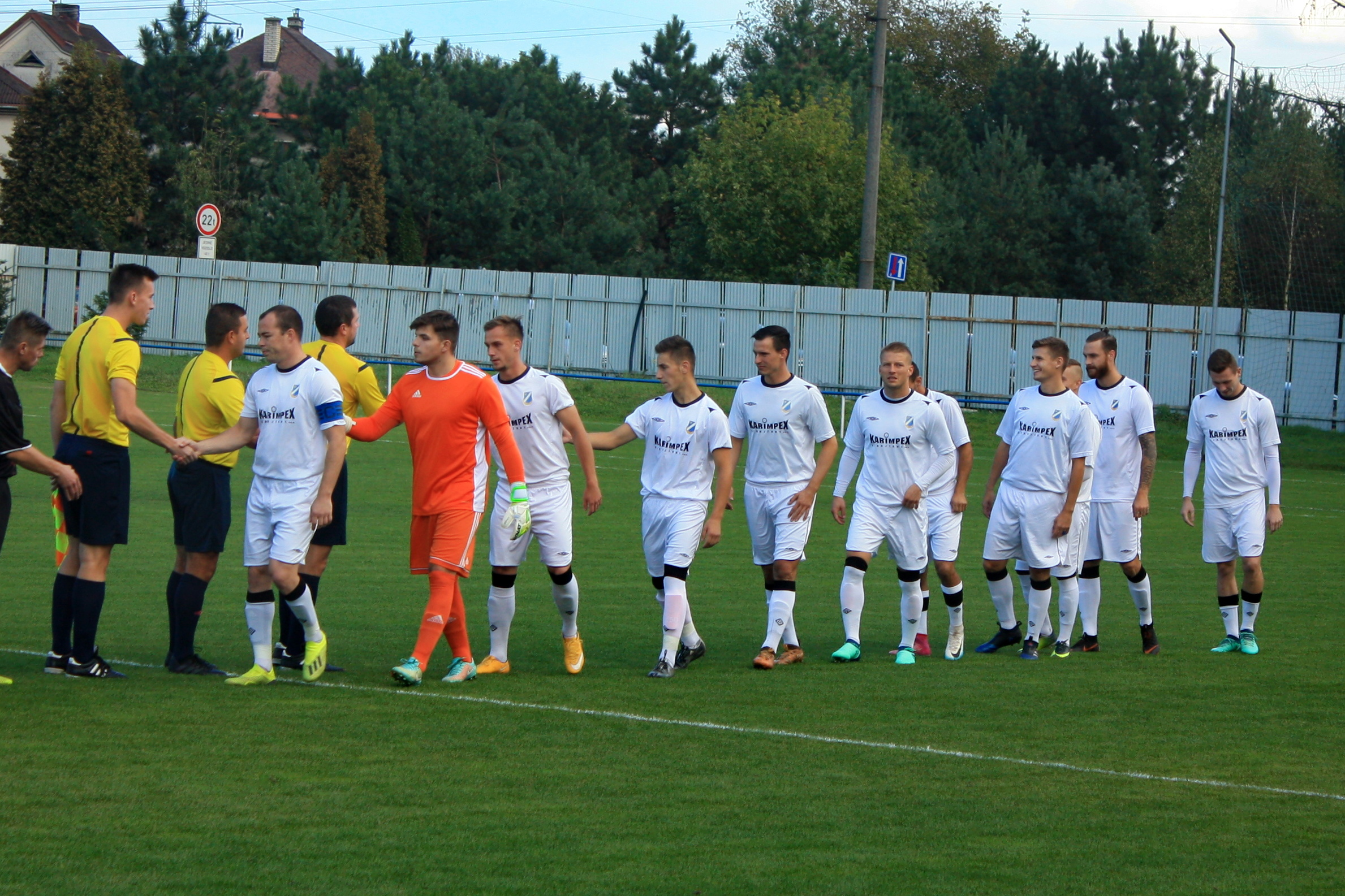
Nástup mužstva v zápase proti SK Hranice (29. 9. 2018)
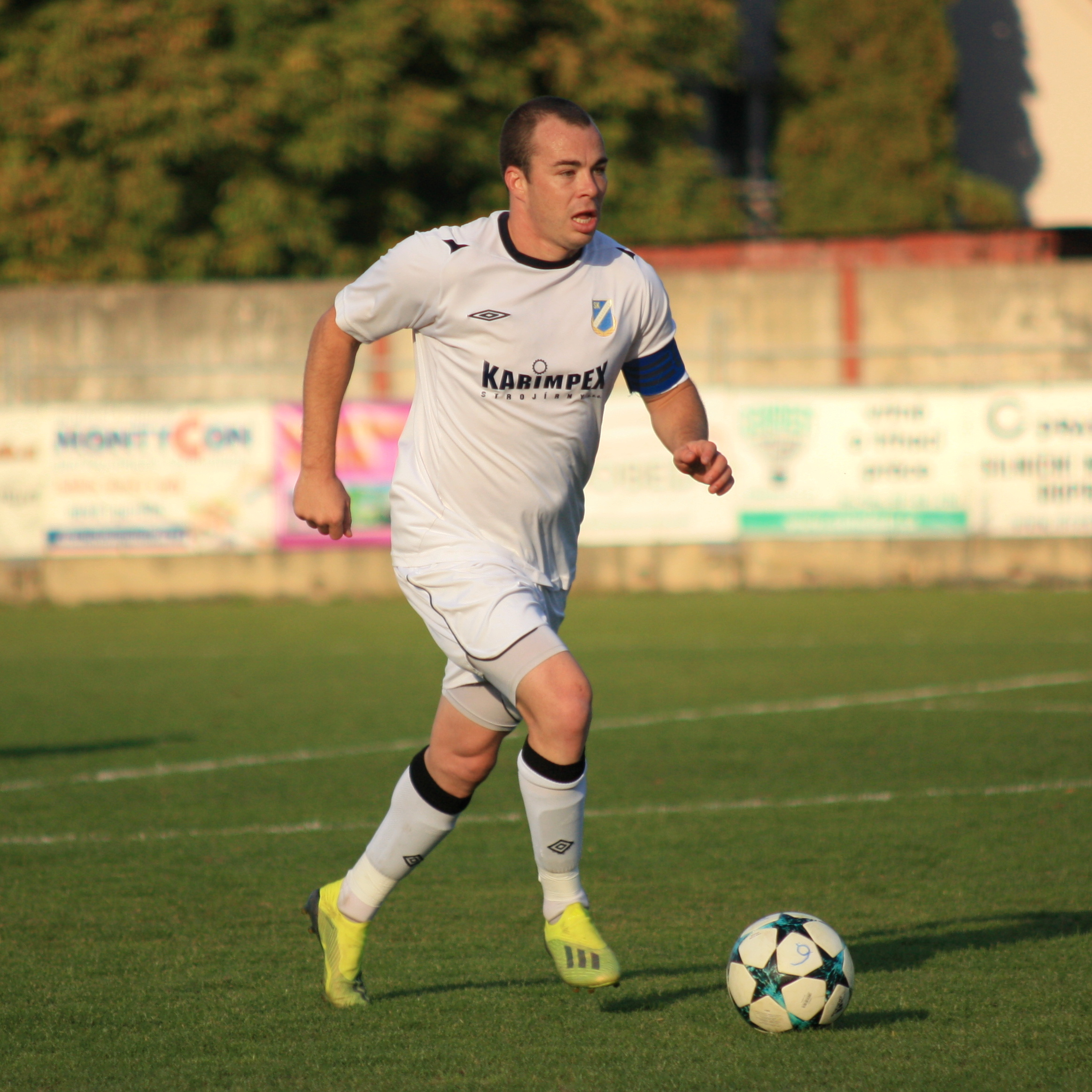
Kapitán A-týmu Tomáš Hrtánek (2018)